# Alfred Frenzel
Alfred Frenzel (ur. 18 września 1899 w Josefovie Dole, zm. 23 lipca 1968 w Libercu) – niemiecki polityk będący czechosłowackim szpiegiem o pseudonimie operacyjnym Anna.

## Życiorys
Alfred Frenzel był synem sudeckiego Niemca i Czeszki, wcześnie został osierocony. Pracował początkowo jako piekarz, a później – w latach 1921–1930 w hucie szkła. Następnie był kierownikiem lokalnego oddziału organizacji konsumenckiej. W 1930 został wyrzucony z pracy za fałszowanie dokumentów. Przez dłuższy czas był członkiem i pełnoetatowym działaczem Komunistycznej Partii Niemiec; partię jednak opuścił w obawie przed dyscyplinarną relegacją, by w 1934 zostać członkiem SPD. W 1938, po zajęciu przez Niemców Kraju Sudetów, wyemigrował do Anglii, gdzie pracował dla czechosłowackiego rządu na uchodźstwie, a w trakcie wojny kierował mesą oficerską RAF.
Po wojnie powrócił do Czechosłowacji, by pracować w koalicyjnym rządzie Edvarda Beneša; jednak w związku z planami wysiedlenia Niemców sudeckich przez Beneša, Frenzel opuścił Czechosłowację w 1946. W grudniu 1946 rozpoczął karierę polityczną w Bawarii w strukturach SPD. W 1950 został deputowanym bawarskiego Landestagu. W 1953 został wybrany do Bundestagu. Od 1957 był członkiem parlamentarnej komisji obrony, a od lutego 1958 przewodniczącym komisji do spraw repatriacji.
W kwietniu 1956 czechosłowackie służby specjalne zaszantażowały go w związku ze złożoną Benešowi przed laty „lojalką”, złożonym w 1952 przed sądem fałszywym zeznaniem i kryminalną przeszłością. Grożono również zabiciem jego żony. Frenzel zgodził się na współpracę z czechosłowackim StB podpisując deklarację o „rozwijaniu pokoju i socjalizmu”. Frenzel przekazywał StB (jego opiekunem był Bohumil Molnár) dokumenty dotyczące budżetu ministerstwa obrony, struktury ministerstwa, planów zakupów broni oraz fragmenty supertajnego dokumentu NATO – MC-70.
Frenzel jest uważany przez CIA za najważniejszego czechosłowackiego szpiega na zachodzie w drugiej połowie lat pięćdziesiątych; czechosłowackie służby dzieliły się pozyskanymi od niego informacjami z Polakami i wywiadem radzieckim. Dostarczał również informacji na temat kierownictwa SPD oraz danych osobowych pomocnych Czechosłowakom w zdobywaniu agentów w RFN. Zgodnie z instrukcjami z Pragi popierał również w parlamencie polski plan demilitaryzacji Europy Środkowej. Przyczynił się również do nadania przez komisję repatriacyjną 60 000 marek innemu agentowi bloku wschodniego: Kurtowi Site, co w rzeczywistości było zapłatą za działalność szpiegowską.
We wrześniu 1959 nowy czechosłowacki kontakt Frenzela (Molnár za osiągnięcia w pracy z Frenzelem został awansowany) – agent o pseudonimie Franz Altman został aresztowany przed odlotem do Pragi; znaleziono przy nim 6 rolek zawierających dokumenty pochodzące z komisji bezpieczeństwa. 28 października 1960 Frenzel został aresztowany, a następnie usunięty z SPD. 6 miesięcy po aresztowaniu Frenzel został skazany przez Najwyższy Sąd Apelacyjny RFN na 15 lat więzienia za zdradę państwa. W trakcie pobytu w więzieniu w Straubing zapowiedział sprzedaż swojego ciała do celów badawczych (miał dekstrokardię), by pieniądze przekazać znajdującej się w trudnej sytuacji finansowej żonie. Ostatecznie został 21 grudnia 1966 ułaskawiony przez prezydenta Heinricha Lübkego i wymieniony za czterech zachodnioniemieckich szpiegów. 23 grudnia odleciał samolotem do Moskwy. Następnie udał się do Czechosłowacji, gdzie zmarł.